# Crataegus phaenopyrum
Crataegus phaenopyrum är en rosväxtart som först beskrevs av Carl von Linné d.y., och fick sitt nu gällande namn av Moritz Moriz Balthasar Borkhausen. Crataegus phaenopyrum ingår i Hagtornssläktet som ingår i familjen rosväxter. Inga underarter finns listade i Catalogue of Life.